# Lili Green
Alice Sally Mary Green, beter bekend als Lili Green of Vallya Lodowska (Beckenham, 26 februari 1885 - Den Haag, 22 januari 1977) was een pionier van de Nederlandse dans in de 20e eeuw. Naast danser was ze choreograaf, actrice, pianist en schrijver. Naast de strijd voor de danskunst, voerde ze ook een persoonlijke strijd, zij heeft altijd haar lesbische geaardheid openlijk beleefd, samen met haar danspartner Margaret Walker en componiste Jetty van Lennep.

## Jeugd

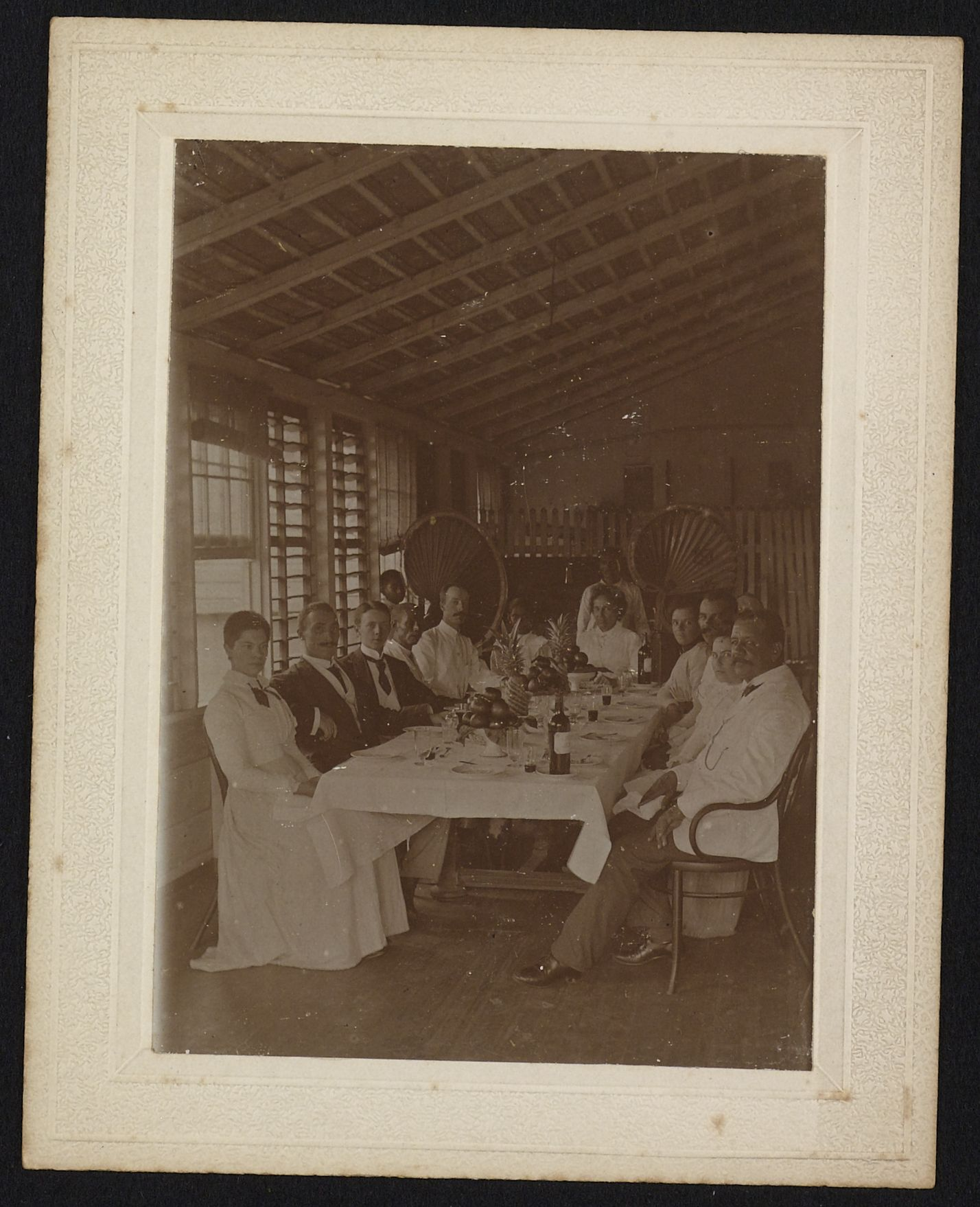
Groepsfoto van de familie Green met gasten aan tafel op de plantage 'Belwaarde' aan de Beneden Suriname rivier

Green was het eerste kind van de Britse Alexander Edward Green (Sandy) en de Nederlandse Henriette Magdalena Spiering. De vader van Sandy was plantagehouder Thomas Hugh Green die eerder de suikerrietplantage Boxel en tot 1872 de katoenplantage Mary's Hope in Suriname in bezit had gehad. Enkele maanden na de geboorte van Lili verhuisde het gezin van Beckenham naar de cacaoplantage Belwaarde die Sandy met zijn broer Hugh H. Green in 1883 had aangekocht. Belwaarde was gelegen aan de rivier Suriname, vlakbij Paramaribo. Lili groeide daar op samen met twee broertjes en twee zusjes, terwijl haar tante Louise Catharina Spiering met haar man Stephanus Hendrik Gonggrijp aan de overkant van de rivier plantage Morgenstond beheerde. Van hun gouvernante kreeg Lili haar eerste pianolessen. In 1899 werd Belwaarde opgekocht door de Nederlandsche Handel-Maatschappij die een zeehaven nodig had voor de suikerfabriek van Mariënburg en vertrok het gezin uit Suriname. Vader keerde al snel terug, maar overleed in Suriname in 1905.
In Den Haag studeerde Lili piano bij Carel Oberstadt aan het Koninklijk Conservatorium voor Muziek in Den Haag. Tot dan was dansen vooral iets voor zichzelf, maar in 1905 zag zij in het Kurhaus in Scheveningen een optreden van de Amerikaanse danseres Isadora Duncan, een pionier van moderne dans, en zag zij dat dansen als kunst was op te vatten. Ze sprak Duncan ook die haar vertelde dat dansen niet te leren is, maar gedaan moet worden. Lili besloot daarna dan ook danseres te worden. In tegenstelling tot wat wel beweerd werd, kreeg zij echter geen les van Duncan en ook geen dalcrozeritmiek.
In 1907 voerde zij haar eigen choreografie Bloemensproke op met muziek van Frits Koeberg, wat een proces-verbaal tot gevolg had vanwege het optreden van kinderen in de avond. Dit bleek een succes en zij probeerde het daarna in Londen, maar kreeg te horen dat het haar aan opleiding ontbrak. Bij gebrek aan Nederlandse dansscholen debuteerde ze in 1908 bij de Hagespelers van Eduard Verkade als Ophelia in Hamlet. Daarna speelde ze ook in Een ideale echtgenoot, Den speijghel der salicheyt van Elckerlijc, Ingmar en Sigrid en Huislijke haard.

## Vallya Lodowska
Toneel bevredigde haar echter onvoldoende en in 1910 vertrok Green naar Londen waar ze onder meer bij Mikhail Mordkin lessen klassiek ballet en dalcroze-euritmie volgde. Ze leerde in deze periode Andreas Pavley kennen met wie ze onder meer Der Tod und das Mädchen danste, zowel in Nederland als in Engeland. Aangezien de dans in Engeland gedomineerd werd door Russen nam zij net als Andreas al snel een pseudoniem, Vallya Lodowska aan.

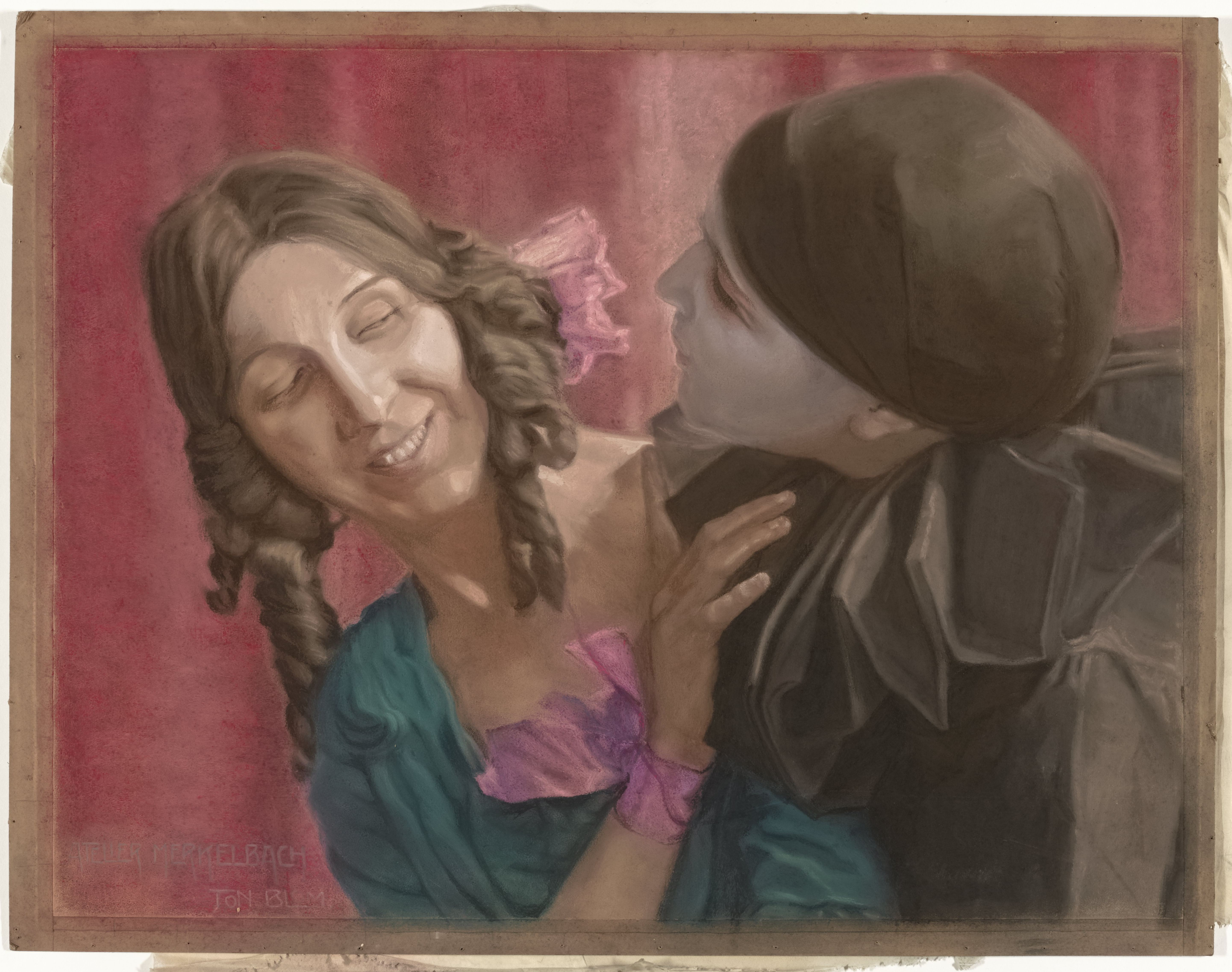
Lili Green (links) en Margaret Walker (rechts als pierrot) in een choreografie op muziek van La Valse van Chopin

De nieuwe dansvorm was ballet noch gymnastiek, wat het voor een deel van het publiek moeilijk te plaatsen maakte, al kreeg zij lovende kritieken. Ook in haar persoonlijke leven ging zij het ongemak niet uit de weg en kwam openlijk uit voor haar homoseksualiteit. In 1910 schreef ze A conflict, een eenakter over de lesbische liefde die ze een dubbele natuur noemde, gedoemd om te laten lijden. Zij kreeg een relatie met danser en zangeres Margaret Walker door wiens zang zij zich liet begeleiden in haar dans.
Na het uitbreken van de Eerste Wereldoorlog vestigden Green en Walker zich in Den Haag, waar ze in 1916 op Schuytstraat 20 een dansschool openden. Het Dansinstituut Lili Green bood al snel ook cursussen aan in Amsterdam met zus Hetty Green. In 1922 verhuisde de dansschool naar de voormalige schermzaal De Vos op Parkstraat 73.

## Choreografieën
Lili Green heeft, vooral met Margaret Walker, de volgende choreografieën gemaakt:
- 1919-20: Hoffmann's vertellingen, Nationale Opera N.V., met Margaret Walker
- 1920-21: De dochter van madame Angot, Nationale Opera N.V., met Margaret Walker
- 1920-21: Faust, Nationale Opera N.V., met Margaret Walker
- 1920-21: Samson en Dalila, Nationale Opera N.V., met Margaret Walker
- 1920-21: Carmen, Nationale Opera N.V., met Margaret Walker
- 1921-22: Vrouwe Emer's groote strijd, gelegenheidscombinaties, ook regie
- 1921-22: Manon, Nationale Opera N.V., met Margaret Walker
- 1922-23: Tannhäuser, Nationale Opera N.V., met Margaret Walker
- 1923-24: Faust, N.V. De Opera, met Edyth Walker
- 1926-27: Die verkaufte Braut, Koninklijk Conservatorium
- 1930-31: Iphigénie en Tauride, Wagnervereeniging
- 1932-33: Faust, Hollandsche Opera
- 1934-35: Ma Mere L'Oie, Het Nederlandsch Ballet